# 第7装甲擲弾兵旅団 (ドイツ連邦陸軍)
第7装甲擲弾兵旅団「ハンザ都市ハンブルク」（だい7そうこうてきだんへいりょだん、ドイツ語：Panzergrenadierbrigade 7 "Hansestadt Hamburg"）は、ドイツ連邦陸軍の旅団の一つ。旅団隷下部隊は主にエルベ川とヴェーザー川間の地域に駐屯していた。

## 歴史

### 第1次から第3次編制
1959年にハンブルクにて旅団の編成が開始される。編成後、第3装甲師団隷下となる。1959年時点での旅団隷下部隊は以下のとおりであった。
- 旅団司令部中隊
- 第71装甲擲弾兵大隊
- 第72装甲擲弾兵大隊
- 第73装甲擲弾兵大隊
- 第74戦車大隊
- 第75砲兵大隊（1966年から装甲砲兵大隊に再編成）
- 第76補給大隊（1972年に解隊され、第70整備中隊と第70補給中隊となりシュターデに駐屯する）
- 第70防空中隊
- 第70装甲工兵中隊
- 第70駆逐戦車中隊
- 第70偵察小隊

1971年に第73装甲擲弾兵大隊は解隊される。第70駆逐戦車中隊はブレーメン＝グレペリンゲンに駐屯し、ミュンスターの駆逐戦車学校の教育部隊となる。（のちの対戦車学校で、装甲部隊学校に統合される）

### 第4次編制
1980年に第71装甲擲弾兵大隊は第73装甲擲弾兵大隊に改編され、混成の名称が追加される。あらためて第71装甲擲弾兵大隊が再編成される。当時の旅団隷下部隊は以下のとおりとなる。
- 旅団司令部中隊
- 第71装甲擲弾兵大隊
- 第72装甲擲弾兵大隊
- 第73装甲擲弾兵大隊
- 第74戦車大隊
- 第75装甲砲兵大隊
- 第70装甲工兵中隊
- 第70駆逐戦車中隊
- 第70整備中隊
- 第70補給中隊
- 第77野戦予備大隊
- 11/3教育中隊（1961年から配置）

1989年には旅団司令部中隊、第70駆逐戦車中隊、第70装甲工兵中隊、第70整備中隊、第70補給中隊、第71装甲擲弾兵大隊、第72装甲擲弾兵大隊、第73装甲擲弾兵大隊、第74戦車大隊および第75装甲砲兵大隊から成っていた。

### 第5次編制
1993年、旅団は第3装甲師団の解隊に備え、1994年4月1日に第6装甲擲弾兵師団の隷下となる。旅団は再編成の対象となり、解隊された第8装甲旅団の一部部隊を編入した。その当時の旅団隷下部隊は以下のとおりであった。
- 司令部中隊
- 第72装甲擲弾兵大隊
- 第173装甲擲弾兵大隊（非現役）
- 第83戦車大隊（非現役）
- 第84戦車大隊
- 第85装甲砲兵大隊（一部が現役）
- 第80駆逐戦車中隊
- 第80装甲工兵中隊
- 第80装甲偵察中隊
- 第70野戦予備中隊

1993年、編成替えにより第32装甲擲弾兵旅団に第73戦車大隊、第74戦車大隊および第70駆逐戦車中隊が配転する。同年、旅団は愛称を与えられる。

### 陸軍編制「新任務のための新陸軍」
1996年に旅団は第2防衛管区司令部 / 第1装甲師団の隷下となる。2003年11月21日にハンブルクのレッティガー兵舎において解隊式典が催され、旅団の全同志と愛称命名者は市民と別れを告げた。2004年3月31日に旅団は解隊される。

## 歴代旅団長
| 代 | 氏名                                                                              | 着任          | 離任           |
| -- | --------------------------------------------------------------------------------- | ------------- | -------------- |
| 1  | ロルフ・フォン・トレスコウ陸軍大佐 Rolf von Tresckow                              | 1959年8月1日  | 1962年5月31日  |
| 2  | ハインツ＝ゲオルク・レム陸軍准将 Heinz-Georg Lemm                                 | 1962年6月1日  | 1964年3月31日  |
| 3  | ロルフ・ユルゲンス陸軍大佐 Rolf Juergens                                          | 1964年4月1日  | 1967年3月31日  |
| 4  | ハンス＝ユルゲン・フォン・カイザー陸軍大佐 Hans-Jürgen von Kayser                 | 1967年4月1日  | 1969年9月30日  |
| 5  | カール＝クリスチャン・クラウス陸軍准将 Karl-Christian Krause                      | 1969年10月1日 | 1971年3月31日  |
| 6  | アレキサンダー・フレヴェルト＝ニーダーマイン陸軍准将 Alexander Frevert-Niedermein | 1971年4月1日  | 1972年4月5日   |
| 7  | ヘルマン・フォークト陸軍大佐 Hermann Vogt                                         | 1972年4月6日  | 1975年5月29日  |
| 8  | ヴォルフガング・アルテンブルク陸軍大佐 Wolfgang Altenburg                         | 1975年5月30日 | 1976年5月21日  |
| 9  | ハンスギオーク・モーデル陸軍准将 Hansgeorg Model                                  | 1976年5月22日 | 1982年9月30日  |
| 10 | ヴォルフガング・エストルフ陸軍大佐 Wolfgang Estorf                                | 1982年10月1日 | 1984年9月30日  |
| 11 | ハルトムート・バッガー陸軍大佐 Hartmut Bagger                                     | 1984年10月1日 | 1988年3月31日  |
| 12 | ロルフ・ハラマ陸軍大佐 Rolf Halama                                                | 1989年4月1日  | 1991年9月30日  |
| 13 | アルファート・フォン・ホルン陸軍大佐 Alphart von Horn                             | 1991年10月1日 | 1993年12月17日 |
| 14 | ロルフ・バウムゲアテル陸軍大佐 Rolf Baumgärtel                                    | 1993年        | 1996年         |
| 15 | ステファン・クレッチマー陸軍准将 Stephan Kretschmer                               | 1996年        | 1999年         |
| 16 | マンフレート・エンゲルハルト陸軍大佐 de:Manfred Engelhardt (General)              | 1999年        | 2001年         |
| 17 | ヴェルナー・ヴァイゼンブルガー陸軍准将 Werner Weisenburger                        | 2001年        | 2004年         |